# Портрет Сергея Яковлевича Репнинского
«Портрет Сергея Яковлевича Репнинского» — картина Джорджа Доу и его мастерской, из Военной галереи Зимнего дворца.
Картина представляет собой погрудный портрет генерал-майора Сергея Яковлевича Репнинского из состава Военной галереи Зимнего дворца.
С начала Отечественной войны 1812 года генерал-майор Репнинский был шефом 43-го егерского полка и находился с полком в Валахии, откуда в середине осени перешёл в Действующую армию, отличился в сражении под Красным. Во время Заграничного похода 1813—1814 годов отличился в сражениях при Краоне и Лаоне.
Изображён в генеральском вицмундире, введённом для пехотных генералов 7 мая 1817 года. Справа на груди крест шведского Военного ордена Меча 4-й степени, а также звёзды орденов Св. Владимира 1-й степени и Св. Александра Невского. С тыльной стороны картины надпись: г м Ръпнинскiй 1. Подпись на раме: С. Я. Рѣпнинскiй 2й, Генералъ Маiоръ.
Все ордена изображены ошибочно, Репнинский таких орденов не имел; вместо них должны быть изображены шейный крест ордена Св. Владимира 3-й степени (награждён в 1811 году), слева на груди звезда ордена Св. Анны 1-й степени с алмазными знаками (награждён в 1810 году) и нагрудный крест прусского ордена Красного орла 2-й степени (награждён в 1814 году); также возможны серебряная медаль «В память Отечественной войны 1812 года» на Андреевской ленте и бронзовая дворянская медаль «В память Отечественной войны 1812 года» на Владимирской ленте.
7 августа 1820 года Комитетом Главного штаба по аттестации Репнинский был включён в список «генералов, заслуживающих быть написанными в галерею» и 25 июля 1822 года император Александр I приказал написать его портрет. Гонорар Доу был выплачен 21 июня 1827 года и 15 января 1828 года. Готовый портрет был принят в Эрмитаж 21 января 1828 года. Поскольку предыдущая сдача готовых портретов в Эрмитаж произошла 8 июля 1827 года, то портрет Репнинского можно считать написанным между этими датами. Поскольку Репнинский скончался весной 1818 года, то должен существовать портрет-прототип, на котором основывался Доу при написании галерейного портрета; этот прототип современным исследователям неизвестен.